# 让·拉纳
让·拉纳，第一代蒙特贝洛公爵，谢维日親王（法語：Jean Lannes, 1er duc de Montebello, duc de Sievers，1769年4月10日—1809年5月31日）法国军人和政治人物，法国元帅。拉纳是拿破仑最大胆和优秀的将领之一。

## 早年
拉纳生于法国西南部热尔省莱克图尔，是一个马厩管理员的儿子，跟一个染布商人作学徒。他曾受过一点教育，但他的实力和能力使他于1792年被选为热尔省军队的军士长，参加了对西班牙的战争。1793和1794年在比利牛斯山脉服役参战有功，因而晋升为少校，1795年热月政变军队改革时，被免去职位。
在熱月政變後失去原本少校軍職的拉纳以士兵的身分回到軍隊，並加入拿破仑的意大利远征军。拉納在奧熱羅麾下的師團服役，並以大膽的進攻獲得馬塞納將軍的盛讚，不久便遇到剛上任司令的拿破崙，拉纳立刻以過人的勇氣受賞識而拔擢為少校。在洛迪戰役中，拉納表現出超凡勇氣，他率先過橋並冒著槍林彈雨涉水上岸。拉纳在阿爾科萊戰役中二度負傷，但當他聽到法軍不支撤退時，他接手指揮部隊繼續進攻，使拿破崙免於被俘的命運。戰後拿破崙將他戰鬥中揮舞的旗幟贈與拉納，二人也因此成為至交。
1796年被升为准将，拿破仑远征埃及时任军需总监，指揮了對雅法與阿卡的戰役，在圍攻阿卡城時脖子中彈，在部下搶救下撿回一命。在阿布基爾戰役中他領導的步兵與繆拉的騎兵成功配合擊潰英國與鄂圖曼聯軍。在埃及征戰期間拉納得知妻子外遇，回國後便與妻子離婚。
雾月政变中拉納確保軍隊效忠於拿破崙，幫助拿破崙成為第一執政，事後拿破仑任命他为执政卫队督察总长，但在貝西埃爾將軍舉報他公款管理不當後，拉納便被解職，他也因此與貝西埃爾結下樑子。1800年他與一位參議員的女兒Louise Antoinette再婚，二人育有5子。
隔年1800年5月10日被任命为正式少将（前为临时少将），随拿破仑穿越阿爾卑斯山進入義大利，在蒙泰贝洛(Montebello)戰役中拉納率領的先頭部隊與奧軍爆發激戰，在維克多將軍支援下，戰勝兩倍於他的奧軍，拉納感念維克多及時救援，二人也因此成為朋友。五天之後，拉納領導的師團在马伦哥之战中扮演重要角色，並得到拿破仑的称赞。1802年任驻葡萄牙大使，他的氣度獲得當時的葡萄牙攝政王約翰六世的盛讚。

## 拿破崙戰爭
拿破崙稱帝後，拉納被從葡萄牙召回，並參與了拿破崙的加冕儀式。1804年5月19日，拉納被授予帝國元帅头衔，指揮大軍團的第五軍。1805年第三次反法同盟期間進軍巴伐利亞，在一場虛張聲勢的表演中，拉納與繆拉假意與奧軍將領和談，順勢奪取了一座連接多瑙河的重要橋梁。
奧斯特利茨戰役前夕，脾氣暴躁的拉納與蘇爾特元帥爆發激烈爭執，拉納甚至揚言要與蘇爾特決鬥。奧斯特利茨戰役期間拉納指揮法軍左翼，抵擋俄軍巴格拉季昂將軍的進攻，後與騎兵一同推進，俘虜俄軍7千餘人。戰役後拉納對於拿破崙單獨表彰蘇爾特一事感到不快，交出指揮權後逕自返回法國。
1806年脾氣平復後的拉納再度出任第五軍指揮官，對普魯士展開作戰。拉納在薩爾費爾德戰役中擊潰普魯士軍，並击毙普鲁士霍恩洛厄军团指挥官路易·斐迪南亲王。4天後在耶拿戰役中，拉納隨同絮歇的部隊發起主攻，為了爭奪高原的控制權，與普軍激戰6小時，最終擊退普軍。拉納隨同拿破崙在波蘭征戰，在普烏圖斯克(Pułtusk)戰役中負傷，而錯過了埃勞戰役。
1807年春，拿破崙欲與本尼希森伯爵率領的俄軍決戰，拉納率軍尋找俄軍主力，在弗里德蘭戰役中遭遇俄軍主力進攻，本尼希森原以為能輕鬆擊潰孤立無援的拉納軍團，但拉納沉著應戰，在烏迪諾與格魯希將軍的支援下，支撐到拿破崙率領的法軍主力趕來支援，最終將俄軍主力擊潰。
1808年，拉纳被封为「蒙泰贝洛公爵」，跟随拿破仑發起的半島戰爭，拉納趕赴西班牙途中因落馬受傷。拉納接替指揮第三軍團，於圖德拉戰役擊潰西班牙軍。拉納接著參與了薩拉戈薩圍城戰，儘管付出高昂代價，拉納仍拿下了這座城市。戰後拉納寫信給拿破崙:“陛下，這是一場慘烈的戰爭”。
拉纳在第五次反法同盟期間參與對奧戰爭，他在阿斯珀恩-埃斯靈戰役中两腿被炮弹击中，截肢后受感染，于1809年5月31日死於坏疽。拿破崙甚至親自抱著重傷的拉纳涕泪横流地請求道:「拜託你活下來」，得知拉纳死訊之後，拿破崙慨歎道:「對於我也好，對於法國也好，這是多麼巨大的損失啊！」
作为第一位在战场上阵亡的帝国元帅，拉纳的遗体进行防腐处理后被运至斯特拉斯堡，直到次年5月22日载着灵柩的战车回到巴黎，在荣军院的圆顶下做完弥撒后，他才于7月6日瓦格拉姆战役的周年纪念日被安葬在先贤祠的墓穴中，巴黎军事总督出席葬礼，达武元帅致悼词。

## 評價
拉纳以毫不懼怕槍林彈雨的超人勇氣而聞名，在義大利遠征軍時甚至有三天內三度負重傷後繼續上前線作戰的事蹟，即使擔任師長、軍團長之後仍然身先士卒作戰，也因此極受部下將兵的敬愛。埃及遠征時代的上司路易·德賽將軍以「勇者中的勇者」、將士們以「我們的羅蘭」稱讚他。在拿破崙的元帥之中，拉纳可說是最受到拿破崙信任的。即使拿破崙稱帝之後，拉纳與拿破崙之間依然可以用「你」、「我」互相稱呼。